# جف دایسون
جف دایسون (انگلیسی: Geoff Dyson؛ ۱۹۲۳ – آوریل ۱۹۸۹ (aged 66)) بازیکن فوتبال اهل بریتانیا بود.
از باشگاه‌هایی که در آن بازی کرده‌است می‌توان به باشگاه فوتبال هادرزفیلد تاون و باشگاه فوتبال برادفورد سیتی اشاره کرد.